# Ordinatio. Commento alle Sentenze
Ordinatio. Commento alle Sentenze è un'opera del filosofo e teologo scozzese Duns Scoto, composta tra il 1300 e il 1304.

## Struttura e temi
Composto di ben quattro libri, il cui ultimo testo non è stato conservato, il Commento alle Sentenze di Pietro Lombardo contiene quasi tutte le visioni filosofiche e gli argomenti per i quali Duns Scoto è ben noto, inclusa l'univocità dell'essere, la distinzione formale, meno dell'unità numerica, la natura individuale o "questità" (ecceità), la sua critica all'illuminazionismo e la sua famosa argomentazione a favore dell'esistenza di Dio.

## Le versioni dell'opera
Il suo Commento esiste in diverse versioni. La versione standard è l'Ordinatio (conosciuta anche come Opus oxoniense), una versione riveduta delle lezioni che tenne a Oxford. La revisione iniziale fu probabilmente iniziata nell'estate del 1300. Risultava ancora incompleta quando Scoto partì per Parigi nel 1302. Anche le lezioni originali furono trascritte e pubblicate come Lectura.
Le altre due versioni dell'opera sono gli appunti di Scoto per le lezioni di Oxford, le Lectura, il cui primo libro fu probabilmente scritto alla fine del XIII secolo e la Reportatio parisiensis (o Opus parisiense), composta da trascrizioni delle lezioni sulle Sentenze tenute da Scoto quando risiedeva a Parigi. Una reportatio è una relazione dello studente o una trascrizione della lezione originale di un maestro. Una versione controllata dallo stesso maestro è nota come reportatio examinata .

## Differenze col testo di Pietro Lombardo
Al tempo di Scoto, questi "commenti" alle Sentenze non erano più commenti letterali. Invece, il testo originale di Pietro Lombardo, un noto teologo e vescovo italiano del XII secolo, fu usato come punto di partenza per discussioni altamente originali su argomenti di interesse teologico o filosofico. Ad esempio, il Libro II Distinzione 2, sulla posizione degli angeli, è un punto di partenza per una discussione complessa sul moto continuo e se la stessa cosa può trovarsi in due luoghi diversi nello stesso momento (bilocazione). Nello stesso libro, Distinzione 3, Scoto usa la questione di come gli angeli possano essere diversi l'uno dall'altro, dato che non hanno corpi materiali, per indagare la difficile questione dell'individuazione in generale.

## Fortuna dell'opera
L'opera ha esercitato un importante influsso nel pensiero filosofico e teologico anche nei secoli successivi.